# L'Amour Toujours
"L'Amour Toujours" (também conhecida como "I'll Fly with You) é uma canção dance/electro pop composta pelo DJ italiano Gigi D'Agostino, lançada no final do ano 2000, e que foi um dos maiores hits do músico até então, alcançando a posição n.º 78 na Billboard Hot 100 e o número um em vários países na Europa.
A canção é do álbum de 1999 de D'Agostino com o mesmo nome. Ola Onabule é o vocalista desta canção. Ele executa todos os vocais na faixa e em todas as versões da canção. Tornou-se um sucesso internacional e um grande sucesso em toda a Europa, América Latina, Ásia e Canadá.

## Desempenho nas paradas
| Parada                             | Melhor Posição |
| ---------------------------------- | -------------- |
| Suíça - Swiss Charts               | 25             |
| Áustria - Ö3 Austria Top 40        | 3              |
| Países Baixos - MegaCharts         | 1              |
| Bélgica - Ultratop                 | 2              |
| Dinamarca - Hitlisten              | 1              |
| Itália - FIMI                      | 6              |
| Estados Unidos - Billboard Hot 100 | 76             |
| Estados Unidos - Radio Songs       | 74             |